# Libor Pešek

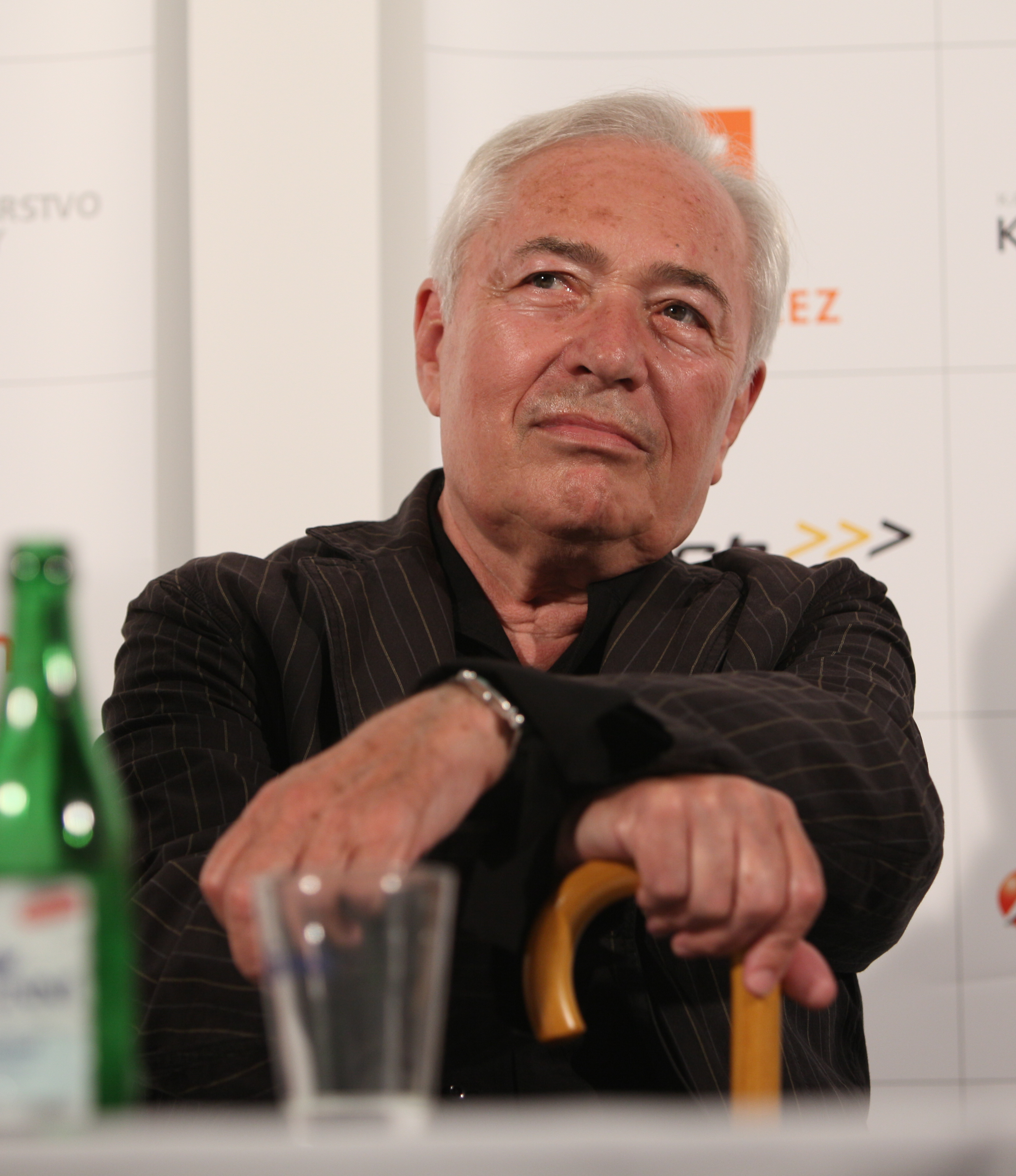
Libor Pešek in 2019

Libor Pešek (Praag, 22 juni 1933 – Praag, 23 oktober 2022) was een Tsjechisch dirigent. Hij beoefende dat vak circa zeventig jaar bij allerlei orkesten en in allerlei landen.

## Leven
Al op de middelbare school was hij met muziek bezig. Hij richtte een eigen jazzensemble op. Dat was alvorens hij aan een reeks studies begon aan de Praagse Muziekacademie, alwaar hij in 1956 afstudeerde. Naast directie studeerde hij piano, cello en trombone, docenten waren onder anderen Václav Smetáček en Karel Ančerl.
Hij ging aan de slag bij het operagezelschap van Plzeň Opera als ook de Praagse Nationale Opera. Tussen 1958 en 1964 was hij dirigent van het door hemzelf opgerichte Praags Kamerorkest. In 1963 stond hij ook voor het Symfonieorkest van Teplice. In 1964 richtte hij het Sebastian Orkest Praag op, waarmee hij wel Nederland aandeed en plaatopnamen verzorgde. In de jaren zestig trad hij een aantal keren als gastdirigent op met het Frysk Orkest, dat hem per seizoen 1969-1970 voor drie jaar vastlegde als chefdirigent. Het zouden zes jaar worden, waarin hij tevens wel voor andere Nederlandse orkesten stond, zoals het Overijssels Philharmonisch Orkest. Zijn aanstelling bij het FO was landelijk nieuws.  Hij begeleidde in Friesland solisten als Emmy Verhey en Daniël Wayenberg. In Overijssel was hij minstens tot 1981/1982 vaste dirigent, naast Jan Brussen, Hein Jordans en Roelof van Driesten. In 1978 viel hij in voor een zieke Edo de Waart bij het Rotterdams Philharmonisch Orkest; hij leidde er de Glagolitische mis van Leoš Janáček
Na die periode ging hij terug naar Tsjecho-Slowakije en was dirigent van het Slowaaks Philharmonisch Orkest (1981-1982) en Tsjechisch Filharmonisch Orkest (1982-1990). In die laatste hoedanigheid was hij betrokken bij de inauguratie van president Václav Havel (december 1989). In zijn laatste jaren aldaar combineerde hij zijn werk daar met muzikaal leider van het Royal Liverpool Philharmonic Orchestra (1987-1998); na zijn actieve periode werd hij er eredirigent (conductor laureate). Met dat orkest was hij het eerste westerse orkest dat uitgenodigd was deel te nemen aan het Praagse Lente festival (1993). Hij trad als gastdirigent op bij orkesten in Europa, Verenigde Staten en Australië.
In 2007 was Pešek weer terug in Tsjechië; hij was er chef-dirigent bij het Tsjechisch Nationaal Symfonie Orkest; dat orkest zou hij tot en met 2019 leidden. 
Gedurende zijn dirigentschap was hij promotor van Tsjechische klassieke muziek, die niet snel bekend raakte, zoals werken van Josef Suk, Vítězslav Novák en Pavel Josef Vejvanovský.
Zijn overlijden werd op 23 oktober 2022 openbaar gemaakt door trompettist Jan Hasenöhr. Pešek werd 89 jaar oud.

## Eerbetonen.
In 1996 werd hij tijdens een bezoek van koningin Elizabeth II van het Verenigd Koninkrijk aan Tsjechië benoemd tot commandeur in de Orde van het Britse Rijk President Havel reikte in 1997 nog een staatsprijs aan hem aan. In 2013 onderscheidde het platenlabel Supraphon hem met een diamanten plaat, vanwege 635.000 verkochte exemplaren.